# Zeke et Luther
Zeke et Luther (Zeke and Luther) est une série télévisée américaine en 74 épisodes de 23 minutes créée par Matt Dearborn et Tom Burkhard, produite par Walt Disney Television et diffusée entre le 15 juin 2009 et le 2 avril 2012 sur Disney XD.
En France, la série est diffusée à partir du 15 septembre 2009 sur Disney XD, puis rediffusée sur NRJ 12. Elle reste inédite dans les autres pays francophones.

## Synopsis
Zeke et Luther, deux meilleurs amis, adorent faire du skate. Mais ils n'en font pas que pour leur plaisir : ils veulent devenir de vrais professionnels ! Zeke, l'intellectuel, perd tous ses moyens lorsqu'il croise Olivia, sa voisine. Luther est, à l'opposé, complètement déjanté ! Il a adopté un rat qui a été capturé par son voisin, qu'il considère maintenant comme un porte-bonheur. Pour arriver à leurs fins, les deux amis ont plus d'un tour… sous leur casque.

## Distribution

### Acteurs principaux
- Hutch Dano (VF : Maxime Donnay) : Ezekiel « Zeke » Falcone
- Adam Hicks (VF : Sébastien Hébrant) : Luther Jerome Waffles
- Daniel Curtis Lee (VF : Christophe Hespel) : Cornelius « Kojo » Jonesworth
- Ryan Newman (VF : Aaricia Dubois) : Ginger Falcone

### Acteurs récurrents
- Nate Hartley (es) : Oswald « Ozzie » Kepphart
- David Ury : Donald « Don » Donaldson
- Marianne Muellerleile : Dorothy Joanne « Nana » Waffles
- Abigail Mavity (en) : Lisa Grubner
- Scott Beehner : Deputy Dingle
- Lawrence Mandley : Reginald « Jumpsuit » Johnson
- Ron Fassler : Dale Davis
- Tristin Mays : Monica Lopez
- Lily Jackson : Poochie McGruder (saisons 1-2)
- Juliet Holland-Rose : Olivia Masterson (saison 1)
- Andy Pessoa : Garrett « Stinky Cast » Delfino (saisons 1–2)
- David Gore (en) : Kirby Cheddar (saisons 1–2)
- Reid Ewing et Chris Zylka : Charlie et Doyce Plunk (saisons 1–2)
- Davis Cleveland : Roy Waffles (saisons 2–3)
- Carlos Lacámara (en) : Dr Ricardo (saison 2–3)
- Paul Tei : Eddie Coletti (saison 3)
- Claudia Lee (en) : Bridget (saison 3)

- Version française
  - Studio de doublage : Dubbing Brothers 
  - Direction artistique : Jean-Pierre Denuit
  - Adaptation : Marie-Dominique Laurent

Source et légende : version française (VF) sur DSD Doublage

## Épisodes

### Première saison (2009-2010)
1. Pilote
2. Comment trouver un sponsor ?
3. Luther et ses porte-bonheurs
4. Le boxer de Tony Hawk
5. La guerre des looks
6. La dure vie des livreurs de beignets (Donut Jockeys)
7. Le prof d'algèbre (Summer School)
8. 10e anniversaire (Luther Leads)
9. Les pros du skateboard
10. Le roi de l'empilage de gobelets (The Big Red Stacking Machine)
11. Le lance-pierre
12. Le centre d'entraînement de skate
13. La super mamie (Soul Bucket)
14. Le baby-sitter (Not My Sister's Keeper)
15. La revanche du perroquet
16. Concours de vidéos
17. Histoire d'amour et de chien
18. Le robot (I, Skatebot)
19. Sammy la star
20. Au nom de la loi (Law and Boarder)
21. L'équipe de skate (Skate Squad)

### Deuxième saison (2010)
1. Zeke et le requin (Zeke Jumps the Shark)
2. Le skeater géant (Tall Stack of Waffles)
3. Musiciens virtuels (Airheads)
4. Luther au tapis (Luther Unleashed)
5. La grande sournoise (Old Nasty)
6. Une petite amie à tout prix (Double Crush)
7. La chasse aux Plunk (Plunk Hunting)
8. La banane géante (Kojo's BFF)
9. Very Bad Zeke (One Strange Night)
10. Skateboard à haut risque (Parties 1 et 2) (Luther Waffles and the Skateboard of Doom)
11. Le frisson perché (Crouching Zeke, Dancing Luther)
12. Luther Waffles, brigade du skate (Luther Waffles: Skate Cop)
13. Le trésor (Treasure)
14. Trois hommes sur une roquette (Rocket Men)
15. Cœur brisé (Board in Class)
16. Les héros du quartier (Local Heroes)
17. Le match de catch (Super Shredder)
18. Petit frère, grands problèmes (Little Bro, Big Trouble)
19. Le genou magique (Robo-Luth)
20. La méga liste (The Bro List)
21. Zeke et Luther en Corée (Seoul Bros)
22. Kojo est amoureux (Sludge)
23. Le sponsor (Goin' Zoomin')
24. La boule de déchets (Ball of Trash)
25. L'esprit de Noël (Bro-ho-ho)

### Troisième saison (2011-2012)
Cette saison a été diffusée à partir du 28 février 2011.
1. Le courage de Zeke (Zeke's Last Ride)
2. Luther mène l'enquête (The Unusual Suspects)
3. La voiture et l'ours (Two Guys, a Car, and a Wild Bear)
4. Luther, le séducteur (Hyp-Bro-Tized)
5. La dernière cascade (Daredevils!)
6. Tel est pris qui croyait prendre (Sibling Rivalries)
7. Les quatre ans de Luther (Luther Turns 4)
8. Zeke, maire de Gilroy (Head of Skate)
9. La pépite d'or (Zeke, Luther and Kojo Strike Gold)
10. Le spectacle musical (Zeke and Lu's New Crew)
11. L'île des skateuses (Skater Girl Island)
12. La bataille du rap (DJ PJ)
13. Les smoothies au fromage (Trucky Cheese)
14. La canicule (Ice Heist Baby)
15. L'ennemi juré (Skate Troopers)
16. Vol de voiture (Bro, Where's Our Car?)
17. Les menteurs (Lie Hard)
18. La compétition de Tempe (Bro'd Trip)
19. La sœur parfaite (The Gingernator)
20. Le concours international de la meilleure vidéo de skateboard (Skate Video Awards)
21. La skate ou le plongeon (Skate or Swim)
22. Le trophée des méninges (Inside Luther's Brain)
23. Frappé par la foudre (Kojo Loses His Mojo)
24. L'heure de gloire (Accidental Hero)
25. À la conquête d'Hollywood, première partie (There's No Business Like Bro Business (Part 1))
26. À la conquête d'Hollywood, deuxième partie (There's No Business Like Bro Business (Part 2))